# Ceromya amblycera
Ceromya amblycera là một loài ruồi trong họ Tachinidae. Ban đầu, loài này được xếp vào chi Actia, nhưng sau được James E. O'Hara chuyển đến chi Ceromya vào năm 1989. Chúng phổ biến ở Argentina.